# Mont Signon
Le mont Signon est un sommet montagneux situé dans le Massif central. Il s'élève à 1 455 mètres d'altitude au sein du massif du Mézenc. 

## Toponymie
Sinho (1469), La montagne de Signon (1764), La montagne de Chignor (1867).
Le toponyme Signon dérive du latin signum (« signe, marque ») et désigne un sommet ou une éminence.

## Géographie

### Situation
Il se trouve dans la commune de Chaudeyrolles dans le département de la Haute-Loire.   
Depuis le parking de Chaudeyrolles, un parcours permet de faire le tour du suc en longeant les « cabanettes », abris rudimentaires des lauzerons.   

### Géologie
Issu d'un ancien dôme de lave visqueuse qui s'est étalée sur ses côtés, il s'agit d'un volcan en dôme où la présence de lauze a permis l'implantation d'une carrière afin d'extraire ce matériau notamment utilisé pour les toitures. L'exploitation de celle-ci a débuté au Moyen Âge et s'est poursuivie pendant près de 400 ans. 